# Vratsa (tỉnh)
Vratsa là một tỉnh ở tây bắc Bulgaria, giáp vùng Sud-Vest Oltenia của România. Thành phố chính của tỉnh này là Vratsa, các đô thị khác gồm: Borovan, Byala Slatina, Hayredin, Kozloduy, Krivodol, Mezdra, Miziya, Oryahovo, và Roman.
Phía bắc giáp với Danube, phía nam giáp với tỉnh Sofia. Tỉnh có diện tích 3.621,8 km², dân số là 235.189 người phân bố trong 10 đô thị.

## Các đơn vị hành chính

### Borovan (obchtina)
Obchtina Borovan có 5 làng:
Borovan (Борован) ·
Dobrolevo (Добролево) ·
Malorad (Малорад) ·
Nivyanin (Нивянин) ·
Sirakovo (Сираково)

### Byala Slatina (obchtina)
Ochtina Byala Slatina có một thị xã Byala Slatina và 15 làng:
Altimir (Алтимир) ·
Bardarski geran (Бърдарски геран) ·
Barkatchevo (Бъркачево) ·
Boukovets (Буковец) ·
Byala Slatina (Бяла Слатина) ·
Drachan (Драшан) ·
Gabare (Габаре) ·
Galitche (Галиче) ·
Komarevo (Комарево) ·
Popitsa (Попица) ·
Sokolare (Соколаре) ·
Tarnak (Търнак) ·
Tarnava (Търнава) ·
Tlatchene (Тлачене) ·
Varbitsa (Върбица) ·
Vranyak (Враняк)

### Khaïredin (obchtina)
Obchtina Khaïredin có 6 làng:
Barzina (Бързина) ·
Botevo (Ботево) ·
Khaïredin (Хайредин) ·
Manastirichte (Манастирище) ·
Mikhaïlovo (Михайлово) ·
Rogozen (Рогозен)

### Kozlodouï (obchtina)
Obchtina Kozlodouï có một thị xã Kozlodouï, và 4 làng:
Boutan (Бутан) ·
Glojene (Гложене) ·
Kharlets (Хърлец) ·
Kozlodouï (Козлодуй) ·
Kriva bara (Крива бара)

### Krivodol (obchtina)
Obchtina có 1 thị xã Krivodol và 14 làng:
Baourene (Баурене) ·
Botounya (Ботуня) ·
Dobroucha (Добруша) ·
Fouren (Фурен) ·
Galatin (Галатин) ·
Glavatsi (Главаци) ·
Golemo Babino (Големо Бабино) ·
Gradechnitsa (Градешница) ·
Kravoder (Краводер) ·
Krivodol (Криводол) ·
Lesoura (Лесура) ·
Osen (Осен) ·
Ourovene (Уровене) ·
Poudriya (Пудрия) ·
Rakevo (Ракево)

### Mezdra (obchtina)
Obchtina Mezdra có 1 thị xã Mezdra, và 27 làng:
Bodenets (Боденец) ·
Brousen (Брусен) ·
Darmantsi (Дърманци) ·
Dolna Kremena (Долна Кремена) ·
Eliseïna (Елисейна) ·
Gorna Bechovitsa (Горна Бешовица) ·
Gorna Kremena (Горна Кремена) ·
Ignatitsa (Игнатица) ·
Kalen (Кален) ·
Krapets (Крапец) ·
Kreta (Крета) ·
Lik (Лик) ·
Lyoutibrod (Лютиброд) ·
Lyoutidol (Лютидол) ·
Mezdra (Мездра) ·
Moravitsa (Моравица) ·
Oselna (Оселна) ·
Oslen krivodol (Ослен криводол) ·
Otchindol (Очиндол) ·
Rebarkovo (Ребърково) ·
Rouska Bela (Руска Бела) ·
Staro selo (Старо село) ·
Tiptchenitsa (Типченица) ·
Tsakonitsa (Цаконица) ·
Tsarevets (Царевец) ·
Varbechnitsa (Върбешница) ·
Zlidol (Злидол) ·
Zverino (Зверино)

### Miziya (obchtina)
Obchtina Miziya có 1 thị xã Miziya, và 5 làng:
Krouchovitsa (Крушовица) ·
Lipnitsa (Липница) ·
Miziya (Мизия) ·
Saraevo (Сараево) ·
Sofronievo (Софрониево) ·
Voïvodovo (Войводово)

### Oryakhovo (obchtina)
Obchtina Oryakhovo có 1 thị xã Oryakhovo, và 6 làng:
Dolni Vadin (Долни Вадин) ·
Galovo (Галово) ·
Gorni Vadin (Горни Вадин) ·
Leskovets (Лесковец) ·
Oryakhovo (Оряхово) ·
Ostrov (Остров) ·
Selanovtsi (Селановци)

### Roman (obchtina)
Obchtina Roman có 1 thị xã Roman, và 12 làng:
Dolna Bechovitsa (Долна Бешовица) ·
Kameno pole (Камено поле) ·
Karach (Караш) ·
Khoubavene (Хубавене) ·
Kounino (Кунино) ·
Kournovo (Курново) ·
Markovo ravnichte (Марково равнище) ·
Radovene (Радовене) ·
Roman (Роман) ·
Sinyo bardo (Синьо бърдо) ·
Sredni rat (Средни рът) ·
Stoyanovtsi (Стояновци) ·
Stroupets (Струпец)

### Vratsa (obchtina)
Obchtina Vratsa có 1 thị xã Vratsa, và 22 làng:
Banitsa (Баница) ·
Beli izvor (Бели извор) ·
Devene (Девене) ·
Golyamo Pechtene (Голямо Пещене) ·
Gorno Pechtene (Горно Пещене) ·
Kostelevo (Костелево) ·
Lilyatche (Лиляче) ·
Lyoutadjik (Лютаджик) ·
Malo Pechtene (Мало Пещене) ·
Mramoren (Мраморен) ·
Nefela (Нефела) ·
Okhoden (Оходен) ·
Pavoltche (Паволче) ·
Tchelopek (Челопек) ·
Tchiren (Чирен) ·
Tichevitsa (Тишевица) ·
Tri kladentsi (Три кладенци) ·
Varbitsa (Върбица) ·
Veslets (Веслец) ·
Virovsko (Вировско) ·
Vlasatitsa (Власатица) ·
Vratsa (Враца) ·
Zgorigrad (Згориград)